# Gin De Mahón

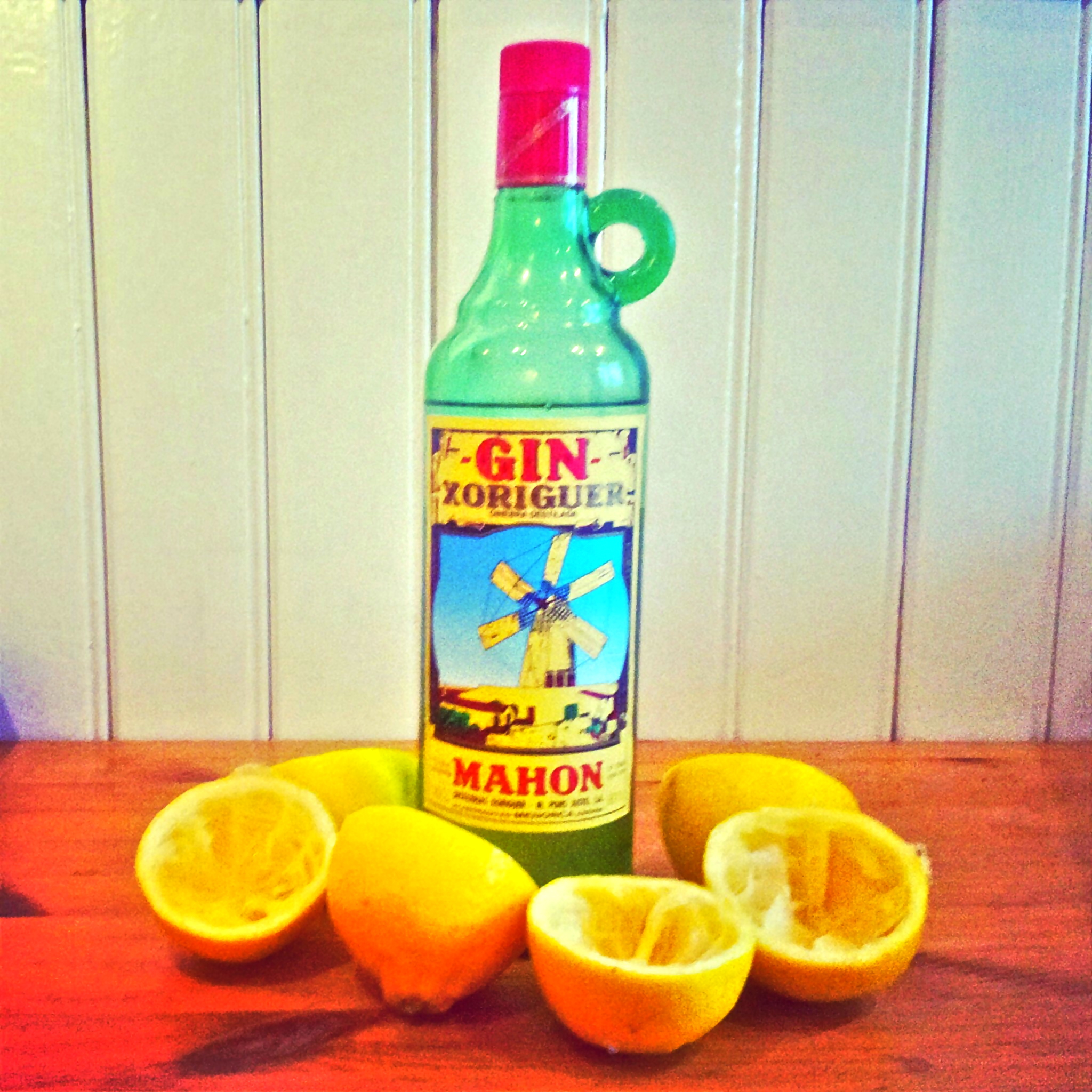
Bouteille de Gin Xoriguer, gin typique de Minorque. Il se combine souvent avec de la limonade.

Le Gin De Mahón (aussi appelé Gin de Minorque ou Gin Xoriguer) est une variété de gin fabriquée à Minorque (Baléares) en Espagne. Il possède un sceau d'Indication Géographique et présente un goût marqué de genièvre.

## Histoire
L'origine de la boisson villageoise remonte au XVIIIe siècle. A cette époque, l'île de Minorque a été occupée par le Royaume-Uni en vertu du Traité d'Utrecht, et de nombreux soldats et marins s'y trouvaient en poste. L'île eut donc une forte influence britannique, et la demande de produits britanniques tels que le gin y a augmenté. 
Le gin minorquin, élaboré par des artisans de Mahón, était fabriqué à partir d'aguardiente (eau-de-vie) obtenue par la fermentation de céréales, suivie d'une distillation et aromatisation avec des baies de genévrier et d'autres éléments. Plus tard, il a été obtenu à partir d'alcools de provenance agricole, différents des céréales. Bien qu'en 1802 les britanniques aient abandonné Minorque, le gin continua à se consommer. 
Au XXe siècle ont été créées des marques comme Xoriguer, qui ont commencé à embouteiller et commercialiser le produit, et la distribution a augmenté dans les Îles Baléares. En 1997, il a reçu l'appellation géographique "Gin de Minorque" attribuée par le Conseil Insulaire de Minorque, et il possède maintenant l'Indication Géographique. En novembre 2010, a été publié le Décret par lequel lui est reconnue l'indication géographique "Gin de Mahón".
Actuellement la législation européenne accepte que les boissons spiritueuses "au genièvre" puissent être obtenues par l'aromatisation avec des baies de genévrier, d'alcool éthylique d'origine agricole, d'une eau-de-vie ou une distillation de céréales. L'esprit méditerranéen de l'île de Minorque a fait que soit choisi un alcool d'origine vinicole, plutôt que de céréales.

## Fabrication
Le Gin de Mahón traditionnel s'élabore par distillation d'alcool éthylique d'origine agricole et baies de genévrier dans des alambics de cuivre, en utilisant comme combustible le feu de bois direct. Ses ingrédients sont des baies de genévrier, de l'alcool éthylique d'origine agricole et de l'eau. Comme il possède une appellation d'origine, il est expressément interdit d'y ajouter des additifs, des extraits et des arômes artificiels.
Les distillations présentent un degré d'alcool compris entre 30% et 43%. On évite de faire des liquides-base concentrés qui seraient convertis au produit final par ajout d'un mélange eau-alcool. Ainsi on évite des pertes et des changements dans les arômes et des goûts propres aux processus de concentration. Le gin se conserve en barriques de chêne blanc, de type américain, pour qu'il absorbe un peu de goût du bois, jusqu'à l'embouteillage.

## Indication Géographique Protégée
Depuis le 12 juin 1989, le Gin de Mahón est une Indication Géographique protégée dans l'Union européenne. Le 22 juin 2021, il a également été reconnu comme indication géographique conformément au Système de Lisbonne devant l'Organisation Mondiale de la Propriété Intellectuelle.

## Prix
- San Francisco World Spirits Competition - Médaille d'or - 2015